# Grand Prix automobile des États-Unis 2023
GP précédent GP suivant
Le Grand Prix automobile des États-Unis 2023 (Formula 1 Aramco United States Grand Prix 2023) disputé le 22 octobre 2023 sur le circuit des Amériques, est la 1097e épreuve du championnat du monde de Formule 1 courue depuis 1950. Il s'agit de la 47e édition du Grand Prix des États-Unis et de la trente-neuvième comptant pour le championnat du monde de Formule 1. Ce onzième Grand Prix disputé sur ce circuit situé à Austin (Texas) est la dix-neuvième manche du championnat 2023.
Il s'agit du cinquième week-end de la saison comprenant l'organisation d'une course sprint le samedi.

## Pneus disponibles
| Pneus pour piste sèche | Pneus pour piste sèche | Pneus pour piste sèche | Pneus pluie    | Pneus pluie |
| ---------------------- | ---------------------- | ---------------------- | -------------- | ----------- |
| Durs (Type C2)         | Medium (Type C3)       | Tendres (Type C4)      | Intermédiaires | Pluie       |

## Le format 2023 du sprint
La direction de la Formule 1 et les écuries sont parvenues, en marge du Grand Prix d'Australie à Melbourne, à un accord sur l'organisation d'un weekend de Grand Prix comprenant un sprint, faisant du samedi une journée de compétition indépendante. La formule est mise en place pour la première fois à Bakou puis aux Grands Prix d'Autriche, de Belgique, du Qatar, des États-Unis et, enfin, au Brésil.   
Selon cet accord, validé le 25 avril par le Conseil Mondial de la FIA, se déroule le vendredi une séance d'essais libres puis une séance de qualification attribuant la pole position et déterminant la composition de la grille de départ de la course dominicale,. Le samedi, se tiennent les qualifications pour le sprint selon un format raccourci à 45 minutes (12 pour la Q1, 10 pour la Q2 et 8 pour la Q3) et sous la dénomination « sprint shootout » puis le sprint lui-même avec attribution des points allant de 8 au premier à 1 au huitième,.

## Essais libres et qualifications

### Première séance d'essais libres, le vendredi de 12 h 30 à 13 h 30
| Pos. | Pilote          | Voiture             | Chrono         | Écart     |
| ---- | --------------- | ------------------- | -------------- | --------- |
| 1    | Max Verstappen  | Red Bull-Honda RBPT | 1 min 35 s 912 |           |
| 2    | Charles Leclerc | Ferrari             | 1 min 36 s 068 | + 0 s 156 |
| 3    | Lewis Hamilton  | Mercedes            | 1 min 36 s 193 | + 0 s 281 |
| 4    | Sergio Pérez    | Red Bull-Honda RBPT | 1 min 36 s 212 | + 0 s 300 |
| 5    | Kevin Magnussen | Haas-Ferrari        | 1 min 36 s 472 | + 0 s 560 |
| 6    | George Russell  | Mercedes            | 1 min 36 s 474 | + 0 s 562 |

### Séance de qualifications, le vendredi de 16 h à 17 h
| Pos.                                                                                      | Pilote           | Écurie                | Qualifications 1 | Qualifications 2 | Qualifications 3 |
| ----------------------------------------------------------------------------------------- | ---------------- | --------------------- | ---------------- | ---------------- | ---------------- |
| 1                                                                                         | Charles Leclerc  | Ferrari               | 1 min 36 s 061   | 1 min 35 s 004   | 1 min 34 s 723   |
| 2                                                                                         | Lando Norris     | McLaren-Mercedes      | 1 min 35 s 110   | 1 min 35 s 441   | 1 min 34 s 853   |
| 3                                                                                         | Lewis Hamilton   | Mercedes              | 1 min 35 s 091   | 1 min 35 s 240   | 1 min 34 s 862   |
| 4                                                                                         | Carlos Sainz     | Ferrari               | 1 min 35 s 824   | 1 min 35 s 302   | 1 min 34 s 945   |
| 5                                                                                         | George Russell   | Mercedes              | 1 min 36 s 165   | 1 min 35 s 606   | 1 min 35 s 079   |
| 6                                                                                         | Max Verstappen   | Red Bull-Honda RBPT   | 1 min 35 s 346   | 1 min 35 s 008   | 1 min 35 s 081   |
| 7                                                                                         | Pierre Gasly     | Alpine-Renault        | 1 min 36 s 158   | 1 min 35 s 496   | 1 min 35 s 089   |
| 8                                                                                         | Esteban Ocon     | Alpine-Renault        | 1 min 36 s 131   | 1 min 35 s 413   | 1 min 35 s 154   |
| 9                                                                                         | Sergio Pérez     | Red Bull-Honda RBPT   | 1 min 35 s 989   | 1 min 35 s 679   | 1 min 35 s 173   |
| 10                                                                                        | Oscar Piastri    | McLaren-Mercedes      | 1 min 36 s 064   | 1 min 35 s 576   | 1 min 35 s 467   |
| 11                                                                                        | Yuki Tsunoda     | AlphaTauri-Honda RBPT | 1 min 35 s 913   | 1 min 35 s 697   |                  |
| 12                                                                                        | Guanyu Zhou      | Alfa Romeo-Ferrari    | 1 min 36 s 052   | 1 min 35 s 698   |                  |
| 13                                                                                        | Valtteri Bottas  | Alfa Romeo-Ferrari    | 1 min 36 s 082   | 1 min 35 s 858   |                  |
| 14                                                                                        | Kevin Magnussen  | Haas-Ferrari          | 1 min 36 s 009   | 1 min 35 s 880   |                  |
| 15                                                                                        | Daniel Ricciardo | AlphaTauri-Honda RBPT | 1 min 36 s 213   | 1 min 35 s 974   |                  |
| 16                                                                                        | Nico Hülkenberg  | Haas-Ferrari          | 1 min 36 s 235   |                  |                  |
| 17                                                                                        | Fernando Alonso  | Aston Martin-Mercedes | 1 min 36 s 268   |                  |                  |
| 18                                                                                        | Alexander Albon  | Williams-Mercedes     | 1 min 36 s 315   |                  |                  |
| 19                                                                                        | Lance Stroll     | Aston Martin-Mercedes | 1 min 36 s 589   |                  |                  |
| 20                                                                                        | Logan Sargeant   | Williams-Mercedes     | 1 min 36 s 827   |                  |                  |
| Temps minimal à réaliser pour la qualification : 1 min 41 s 747 (107 % de 1 min 35 s 091) |                  |                       |                  |                  |                  |

### Grille de départ
- Kevin Magnussen, Nico Hülkenberg, Fernando Alonso et Lance Stroll s'élancent dans cet ordre depuis la voie des stands, pénalisés à la suite de la modification de leurs monoplaces sous le régime du parc fermé[8],[9].

## Sprint

### «Sprint shootout» le samedi de 15 h 30 à 16 h 14
| Pos. | Pilote           | Écurie                | SQ1 (12 min)   | SQ2 (10 min)   | SQ3 (8 min)    |
| ---- | ---------------- | --------------------- | -------------- | -------------- | -------------- |
| 1    | Max Verstappen   | Red Bull-Honda RBPT   | 1 min 35 s 997 | 1 min 35 s 181 | 1 min 34 s 538 |
| 2    | Charles Leclerc  | Ferrari               | 1 min 35 s 999 | 1 min 35 s 386 | 1 min 35 s 393 |
| 3    | Lewis Hamilton   | Mercedes              | 1 min 36 s 393 | 1 min 35 s 887 | 1 min 34 s 607 |
| 4    | Lando Norris     | McLaren-Mercedes      | 1 min 36 s 499 | 1 min 35 s 594 | 1 min 34 s 639 |
| 5    | Oscar Piastri    | McLaren-Mercedes      | 1 min 36 s 703 | 1 min 35 s 753 | 1 min 34 s 894 |
| 6    | Carlos Sainz     | Ferrari               | 1 min 36 s 268 | 1 min 35 s 542 | 1 min 34 s 939 |
| 7    | Sergio Pérez     | Red Bull-Honda RBPT   | 1 min 36 s 347 | 1 min 35 s 718 | 1 min 35 s 041 |
| 8    | George Russell   | Mercedes              | 1 min 36 s 281 | 1 min 35 s 847 | 1 min 35 s 199 |
| 9    | Alexander Albon  | Williams-Mercedes     | 1 min 36 s 230 | 1 min 35 s 947 | 1 min 35 s 366 |
| 10   | Pierre Gasly     | Alpine-Renault        | 1 min 36 s 595 | 1 min 35 s 785 | 1 min 35 s 897 |
| 11   | Daniel Ricciardo | AlphaTauri-Honda RBPT | 1 min 36 s 737 | 1 min 35 s 978 |                |
| 12   | Fernando Alonso  | Aston Martin-Mercedes | 1 min 36 s 365 | 1 min 36 s 087 |                |
| 13   | Esteban Ocon     | Alpine-Renault        | 1 min 36 s 372 | 1 min 36 s 137 |                |
| 14   | Lance Stroll     | Aston Martin-Mercedes | 1 min 36 s 575 | 1 min 36 s 181 |                |
| 15   | Guanyu Zhou      | Alfa Romeo-Ferrari    | 1 min 36 s 554 | 1 min 36 s 182 |                |
| 16   | Nico Hülkenberg  | Haas-Ferrari          | 1 min 36 s 749 |                |                |
| 17   | Kevin Magnussen  | Haas-Ferrari          | 1 min 36 s 922 |                |                |
| 18   | Valtteri Bottas  | Alfa Romeo-Ferrari    | 1 min 36 s 922 |                |                |
| 19   | Yuki Tsunoda     | AlphaTauri-Honda RBPT | 1 min 36 s 945 |                |                |
| 20   | Logan Sargeant   | Williams-Mercedes     | 1 min 37 s 186 |                |                |

- George Russell, auteur du huitième temps, est pénalisé d'un recul de trois places sur la grille pour avoir gêné Charles Leclerc à la fin de la SQ1. Les commissaires déclarent  : « La voiture no 63 est entrée dans les deux derniers virages en préparant son tour rapide à la fin de la SQ1 alors que la voiture no 16 se rapprochait rapidement. L'équipe a informé le pilote quelques secondes auparavant pour lui dire qu'une voiture approchait, mais il n'y a pas eu d'information supplémentaire juste avant l'entrée dans le virage no 19 de la voiture no 63, avec la voiture no 16 juste derrière. La voiture no 63 ne s'est pas écartée de la trajectoire de course, ni dans le virage, ni après, et a donc gêné de manière évitable la voiture no 16. Les commissaires notent qu'en dépit de toute information venant de l'équipe, il est de la responsabilité du pilote de s'assurer qu'aucune autre voiture n'est inutilement gênée[11],[12]. »

### Sprint, le samedi de 17 h à 18 h
| Pos. | Pilote           | Voiture               | Tours | Temps/Abandon                            | Grille | Points |
| ---- | ---------------- | --------------------- | ----- | ---------------------------------------- | ------ | ------ |
| 1    | Max Verstappen   | Red Bull-Honda RBPT   | 19    | 31 min 30 s 849 (198,814 km/h)           | 1      | 8      |
| 2    | Lewis Hamilton   | Mercedes              | 19    | + 9 s 465                                | 3      | 7      |
| 3    | Charles Leclerc  | Ferrari               | 19    | + 17 s 987                               | 2      | 6      |
| 4    | Lando Norris     | McLaren-Mercedes      | 19    | + 18 s 863                               | 4      | 5      |
| 5    | Sergio Pérez     | Red Bull-Honda RBPT   | 19    | + 22 s 928                               | 7      | 4      |
| 6    | Carlos Sainz Jr. | Ferrari               | 19    | + 28 s 307                               | 6      | 3      |
| 7    | Pierre Gasly     | Alpine-Renault        | 19    | + 32 s 403                               | 9      | 2      |
| 8    | George Russell   | Mercedes              | 19    | + 34 s 250 (dont 5 secondes de pénalité) | 11     | 1      |
| 9    | Alexander Albon  | Williams-Mercedes     | 19    | + 34 s 567                               | 8      |        |
| 10   | Oscar Piastri    | McLaren-Mercedes      | 19    | + 42 s 403                               | 5      |        |
| 11   | Esteban Ocon     | Alpine-Renault        | 19    | + 44 s 986                               | 13     |        |
| 12   | Daniel Ricciardo | AlphaTauri-Honda RBPT | 19    | + 45 s 509                               | 10     |        |
| 13   | Fernando Alonso  | Aston Martin-Mercedes | 19    | + 49 s 086                               | 12     |        |
| 14   | Yuki Tsunoda     | AlphaTauri-Honda RBPT | 19    | + 49 s 733                               | 19     |        |
| 15   | Nico Hulkenberg  | Haas-Ferrari          | 19    | + 56 s 650                               | 16     |        |
| 16   | Valtteri Bottas  | Alfa Romeo-Ferrari    | 19    | + 1 min 04 s 401                         | 18     |        |
| 17   | Zhou Guanyu      | Alfa Romeo-Ferrari    | 19    | + 1 min 07 s 972 (dont 5 s de pénalité)  | 15     |        |
| 18   | Kevin Magnussen  | Haas-Ferrari          | 19    | + 1 min 11 s 122                         | 17     |        |
| 19   | Logan Sargeant   | Williams-Mercedes     | 19    | + 1 min 11 s 449                         | 20     |        |
| 20   | Lance Stroll     | Aston Martin-Mercedes | 16    | Freins                                   | 14     |        |

- George Russell écope, après l'arrivée, d'une pénalité de cinq secondes pour avoir dépassé Oscar Piastri en dehors des limites de la piste et n'avoir pu lui rendre sa position, l'Australien s'étant fait entretemps doubler par Pierre Gasly[14] ;
- Zhou Guanyu écope, après l'arrivée, d'une pénalité de cinq secondes pour avoir, lors d'une tentative de dépassement sur Kevin Magnussen, dépassé les limites de la piste dans le virage no 15 et en avoir tiré un avantage[15].

## Course

### Classement de la course
| Pos. | no | Pilote           | Écurie                | Tours | Temps/Abandon                           | Grille  | Points |
| ---- | -- | ---------------- | --------------------- | ----- | --------------------------------------- | ------- | ------ |
| 1    | 1  | Max Verstappen   | Red Bull-Honda RBPT   | 56    | 1 h 35 min 21 s 362 (194,055 km/h)      | 6       | 25     |
| Dsq. | 44 | Lewis Hamilton   | Mercedes              | 56    | Usure excessive du patin                | 3       |        |
| 2    | 4  | Lando Norris     | McLaren-Mercedes      | 56    | + 10 s 730                              | 2       | 18     |
| 3    | 55 | Carlos Sainz Jr. | Ferrari               | 56    | + 15 s 134                              | 4       | 15     |
| 4    | 11 | Sergio Pérez     | Red Bull-Honda RBPT   | 56    | + 18 s 460                              | 9       | 12     |
| Dsq. | 16 | Charles Leclerc  | Ferrari               | 56    | Usure excessive du patin                | 1       |        |
| 5    | 63 | George Russell   | Mercedes              | 56    | + 24 s 999                              | 5       | 10     |
| 6    | 10 | Pierre Gasly     | Alpine-Renault        | 56    | + 47 s 996                              | 7       | 8      |
| 7    | 18 | Lance Stroll     | Aston Martin-Mercedes | 56    | + 48 s 696                              | pitlane | 6      |
| 8    | 22 | Yuki Tsunoda     | AlphaTauri-Honda RBPT | 56    | + 1 min 14 s 385                        | 11      | 4 + 1  |
| 9    | 23 | Alexander Albon  | Williams-Mercedes     | 56    | + 1 min 26 s 714 (dont 5 s de pénalité) | 15      | 2      |
| 10   | 2  | Logan Sargeant   | Williams-Mercedes     | 56    | + 1 min 27 s 998                        | 16      | 1      |
| 11   | 27 | Nico Hulkenberg  | Haas-Ferrari          | 56    | + 1 min 29 s 904                        | pitlane |        |
| 12   | 77 | Valtteri Bottas  | Alfa Romeo-Ferrari    | 56    | + 1 min 38 s 601                        | 13      |        |
| 13   | 24 | Zhou Guanyu      | Alfa Romeo-Ferrari    | 55    | + 1 tour                                | 12      |        |
| 14   | 20 | Kevin Magnussen  | Haas-Ferrari          | 55    | + 1 tour                                | pitlane |        |
| 15   | 3  | Daniel Ricciardo | AlphaTauri-Honda RBPT | 55    | + 1 tour                                | 15      |        |
| Abd. | 14 | Fernando Alonso  | Aston Martin-Mercedes | 49    | Fond plat                               | pitlane |        |
| Abd. | 81 | Oscar Piastri    | McLaren-Mercedes      | 10    | Dégâts consécutifs à un accrochage      | 10      |        |
| Abd. | 31 | Esteban Ocon     | Alpine-Renault        | 6     | Dégâts consécutifs à un accrochage      | 8       |        |

- Lewis Hamilton et Charles Leclerc, deuxième et sixième sous le drapeau à damier, sont disqualifiés du Grand Prix des États-Unis, leurs monoplaces étant jugées non conformes à l'issue des vérifications techniques d'après-course. Les commissaires ont constaté que les patins sous le fond plat n'étaient pas conformes à l'article 3.5.9 du règlement technique : « L'épaisseur de l'ensemble de la planche, mesurée normalement à la surface inférieure, doit être de 10 mm plus ou moins 0,2 mm et doit être uniforme lorsqu'elle est neuve. Une épaisseur minimale de 9 mm sera acceptée en raison de l'usure, et la conformité à cette disposition sera vérifiée à la périphérie des trous désignés. » Les monoplaces de Max Verstappen et Lando Norris ont également été inspectées, et déclarées conformes[17],[18].

### Pole position et record du tour
- Pole position :  Charles Leclerc (Ferrari) en 1 min 34 s 723 (209,725 km/h)[19].
- Meilleur tour en course :  Yuki Tsunoda (Alpha Tauri-Honda RBPT) en 1 min 38 s 139 (202,232 km/h) au cinquante-sixième tour ; huitième de la course, il s'adjuge le point bonus associé[20].

### Tours en tête
- Lando Norris (McLaren-Mercedes) : 21 tours (1-17 / 24-27)[21]
- Lewis Hamilton (Mercedes) : 6 tours (18-20 / 36-38)
- Charles Leclerc (Ferrari) : 3 tours (21-23)
- Max Verstappen (Red Bull-Honda RBPT) : 26 tours (28-35 / 39-56)

## Classements généraux à l'issue de la course
| Pos.     | Pilote           | Écurie                | Points |
| -------- | ---------------- | --------------------- | ------ |
| Champion | Max Verstappen   | Red Bull-Honda RBPT   | 466    |
| 2        | Sergio Pérez     | Red Bull-Honda RBPT   | 240    |
| 3        | Lewis Hamilton   | Mercedes              | 201    |
| 4        | Fernando Alonso  | Aston Martin-Mercedes | 183    |
| 5        | Carlos Sainz Jr. | Ferrari               | 171    |
| 6        | Lando Norris     | McLaren-Mercedes      | 159    |
| 7        | Charles Leclerc  | Ferrari               | 151    |
| 8        | George Russell   | Mercedes              | 143    |
| 9        | Oscar Piastri    | McLaren-Mercedes      | 83     |
| 10       | Pierre Gasly     | Alpine-Renault        | 56     |
| 11       | Lance Stroll     | Aston Martin-Mercedes | 53     |
| 12       | Esteban Ocon     | Alpine-Renault        | 44     |
| 13       | Alexander Albon  | Williams-Mercedes     | 25     |
| 14       | Valtteri Bottas  | Alfa Romeo-Ferrari    | 10     |
| 15       | Nico Hülkenberg  | Haas-Ferrari          | 9      |
| 16       | Yuki Tsunoda     | AlphaTauri-Honda RBPT | 8      |
| 17       | Zhou Guanyu      | Alfa Romeo-Ferrari    | 6      |
| 18       | Kevin Magnussen  | Haas-Ferrari          | 3      |
| 19       | Liam Lawson      | AlphaTauri-Honda RBPT | 2      |
| 20       | Logan Sargeant   | Williams-Mercedes     | 1      |

| Pos.     | Écurie                | Points |
| -------- | --------------------- | ------ |
| Champion | Red Bull-Honda RBPT   | 706    |
| 2        | Mercedes              | 344    |
| 3        | Ferrari               | 322    |
| 4        | McLaren-Mercedes      | 242    |
| 5        | Aston Martin-Mercedes | 236    |
| 6        | Alpine-Renault        | 100    |
| 7        | Williams-Mercedes     | 26     |
| 8        | Alfa Romeo-Ferrari    | 16     |
| 9        | Haas-Ferrari          | 12     |
| 10       | AlphaTauri-Honda RBPT | 10     |

## Statistiques
Le Grand Prix des États-Unis 2023 représente :
- la 21e pole position de Charles Leclerc, sa troisième de la saison[24] ;
- la 50e victoire de Max Verstappen, sa quinzième de la saison[25] ;
- la 109e victoire de Red Bull, la dix-septième de la saison[26] ;
- la 17e victoire de Honda RBPT en tant que motoriste[27] ;
- le 100e départ en Grand Prix de George Russell[28] ;
- le 100e départ en Grand Prix de Lando Norris[29] ;
- le 1er meilleur tour en course de Yuki Tsunoda[30] ;
- le 1er point de Logan Sargeant pour son dix-huitième départ en Grand Prix ; il est le premier Américain à marquer des points depuis Michael Andretti en 1993[31].

Au cours de ce Grand Prix :
- Max Verstappen, avec 15 victoires, égale le record de victoires sur une saison qu'il avait établi en 2022[32] ;
- Max Verstappen, avec 466 points, bat le record de points inscrits en une saison qu'il avait établi en 2022 (454 points)[33] ;
- Max Verstappen, en menant la course pendant 26 tours (soit 143,338 km), établit le nouveau record de kilomètres en tête au cours d'une saison (3 912 km) précédemment détenu par Sebastian Vettel (3 796 km en 2011)[34] ;
- Lewis Hamilton passe la barre des 4 600 points inscrits en Formule 1 (4 606,5 points)[35] ;
- Lando Norris est élu « pilote du jour » à l'issue d'un vote organisé sur le site officiel de la Formule 1[36] ;
- Derek Warwick (146 départs en Grands Prix entre 1981 et 1993, quatre podiums, 71 points inscrits) est nommé conseiller par la FIA pour aider dans leurs jugements le groupe des commissaires de course[37].